# Wilhelm Friedemann Bach
Wilhelm Friedemann Bach,  född 22 november 1710 i Weimar, död 1 juli 1784 i Berlin, var en tysk kompositör och organist och äldste son till Johann Sebastian Bach och Maria Barbara Bach. Han visade stor talang och var Johann Sebastians älsklingsson. Till skillnad från sina yngre bröder komponerade han i barockstil i likhet med fadern, även om hans kompositioner tog intryck av yngre stilarter. Hans kompositioner är mycket originella och han var den siste barockkompositören av betydelse. I likhet med sina bröder gick han i Thomasschule i Leipzig, där fadern var Thomaskantor och lärare. Wilhelm Friedemann studerade därefter juridik och filosofi vid Leipzigs universitet. Från 1746 till 1764 verkade han som kantor och körledare i Mariakyrkan i Halle an der Saale, och kallas därför ibland Hallescher Bach.
Även om Wilhelm Friedemann uppskattades av sin publik blev hans musik med tiden mer och mer en anakronism i sin samtid. Så småningom blev han alltmer bitter och blev med åren förmodligen alkoholiserad. Bl.a. missnöje med löner, gjorde att han inte upprätthöll fasta anställningar (i synnerhet efter faderns död) utan förde mot slutet av livet ett kringflackande liv. Han hade ärvt ungefär hälften av Johann Sebastians musikaliska kvarlåtenskap, men tog inte väl vara på den - den delen är till stor del förlorad inklusive den kända Lukaspassionen. Han avled under fattiga förhållanden 1784 i Berlin och begravdes på Luisenstadt-Kirches kyrkogård. Kyrkan och gravplatserna förstördes i samband med andra världskrigets bombningar och utbyggnaden av Berlinmuren på 1960-talet men i parken vid den tidigare kyrkogården finns idag ett minnesmärke.
Omdömena om Wilhelm Friedemanns verk har växlat, från att han skall ha varit den mest talangfulle av Johann Sebastians söner (fast han kanske inte utnyttjade det till fullo), till att han skall ha varit mindre intressant än sina yngre bröder. Hans verk blev så småningom mer eller mindre bortglömda, men har under 1900-talet upplevt en viss renässans.
Han vigdes 25 februari 1751 med Dorothea Elisabeth Georgi. Paret fick tre barn, av vilka endast dottern Friederica Sophia överlevde till vuxen ålder.

## Verk i urval
För en fullständig verkförteckning, se Verkförteckning för Wilhelm Friedemann Bach
- 13 klaversonater
- 10 fantasier för cembalo
- 12 polonäser för klaver
- 11 koralpreludier för orgel
- 3 duos för violas
- 6 duos för flöjter
- 3 flöjtsonater
- 4 triosonater
- 8 symfonier
- 5 cembalokonserter
- 1 flöjtkonsert
- 29 kantater